# Ситарівка
Ситарівка (пол. Sitarówka) — колишня колонія, що існувала у  ґміні Рожище Луцького повіту Волинського воєводства міжвоєнної Польщі, на території сучасного Луцького району Волинської області

## Географія
Ситарівка була розташована за 20 км на південний захід від Луцька та за 17 км на південь від центру ґміни Рожище. Колишнє поселення знаходилося неподалік від села Рудня. Координати колишньої колонії: 50°53′33″ пн. ш. 25°18′14″ сх. д. / 50.8924577° пн. ш. 25.3038106° сх. д..

## Історія
Ситарівка була заснована у XIX столітті як польська колонія на землях Волинської губернії у складі Російської імперії. Після Першої світової війни та в результаті Радянсько-польської війни колонія опинилася у складі Другої Речі Посполитої та ввійшла до Волинського воєводства. В адміністративному плані, у 1921—1939 роках, Ситарівка належала до ґміни Рожище Луцького повіту.
У 1943 році, під час Волинської трагедії, польська колонія Ситарівка була знищена, а більшість її мешканців загинули або були змушені покинути домівки. Згідно з польськими джерелами, Ситарівка входить до переліку місцевостей, що постраждали від Волинської трагедії. За даними українського дослідника Івана Ольховського, у деяких гмінах Волині, зокрема й у околицях Рожищ, Армія Крайова у своїх акціях проти цивільного українського населення могла перевищити дії ОУН(Б) у жорстокості. Після Другої світової війни територія відійшла до УРСР. Залишки польського населення були виселені до Польщі в рамках польсько-українського обміну населенням.
У 1947 році в рамках адміністративно-територіальних змін Ситарівка була офіційно приєднана до села Рудня та перестала існувати як окремий населений пункт.

## Населення
Наприкінці XIX століття в колонії Ситарівка налічувалося 17 домогосподарств та проживало 107 мешканців